# Rudolf Zawrel
Rudolf Zawrel (* 3. Mai 1951 in Ziering) ist ein deutscher Gründer und Vorstandsvorsitzender der Gigabell AG, dem ersten Unternehmen des Neuen Markts, das Insolvenz anmelden musste.

## Biografie
Nach einer wenig erfolgreichen Karriere als Schlagersänger und Komponist unter dem Künstlernamen Daniel David in den 1970er und 1980er Jahren gründete der gelernte Energieanlagenbauer 1996 den Internetprovider IPF.NET, den er am 11. August 1999 unter dem Namen Gigabell AG an die Börse brachte. Durch Misswirtschaft und Überschätzung der eigenen Möglichkeiten (Umbau von einem reinen Internetprovider zu einem Vollservice-Telekommunikationsunternehmen), Fehlinvestitionen u. a. geriet das Unternehmen schnell in die von vielen Branchenkennern im Vorfeld prognostizierte Schieflage. Im August 2000 musste das in Frankfurt am Main residierende Unternehmen als erstes des Neuen Marktes Insolvenz anmelden.
Zawrel steht in dem Ruf, für den „ersten großen Sündenfall der New Economy am Neuen Markt“ verantwortlich zu sein. Besonders das schnelle und unnötige Verbrennen (Cash-Burn) der liquiden Finanzmittel wird ihm zum Vorwurf gemacht.
Rudolf Zawrel lebt mit seiner Frau in Estepona bei Marbella und arbeitet als verantwortlicher Produktmanager im dort eingetragenen Telekommunikationsunternehmen TerraSip seiner Frau Susan Zawrel-Scheiber, das auch für den deutschen Markt VoIP-Lösungen anbietet.
Im September 2005 wurde er von dem Landgericht Frankfurt am Main wegen Insiderhandel und Insolvenzverschleppung zu 22 Monaten Haft auf Bewährung verurteilt. Dem Urteil ging ein vollumfängliches Geständnis voraus.

## Diskografie (Singles)
als Daniel David
- 1974: Es kann so vieles noch gescheh'n
- 1975: Hier geht mein Weg zu Ende (Rhinestone Cowboy)
- 1976: Der Tag kommt für uns zwei / Er war mein Freund
- 1976: Denn kein Engel tanzt Rock ’n’ Roll
- 1977: Warum hast du mir nicht geschrieben
- 1978: Ein Schuss Rum in den Tee
- 1979: Jenny wird noch heute Nacht sterben